# Matthias Mayer
Matthias Mayer (Sankt Veit an der Glan, 9 giugno 1990) è un ex sciatore alpino austriaco specialista delle prove veloci, campione olimpico nella discesa libera a Soči 2014, nel supergigante a Pyeongchang 2018 e nuovamente nel supergigante a Pechino 2022.

## Biografia

### Stagioni 2006-2012

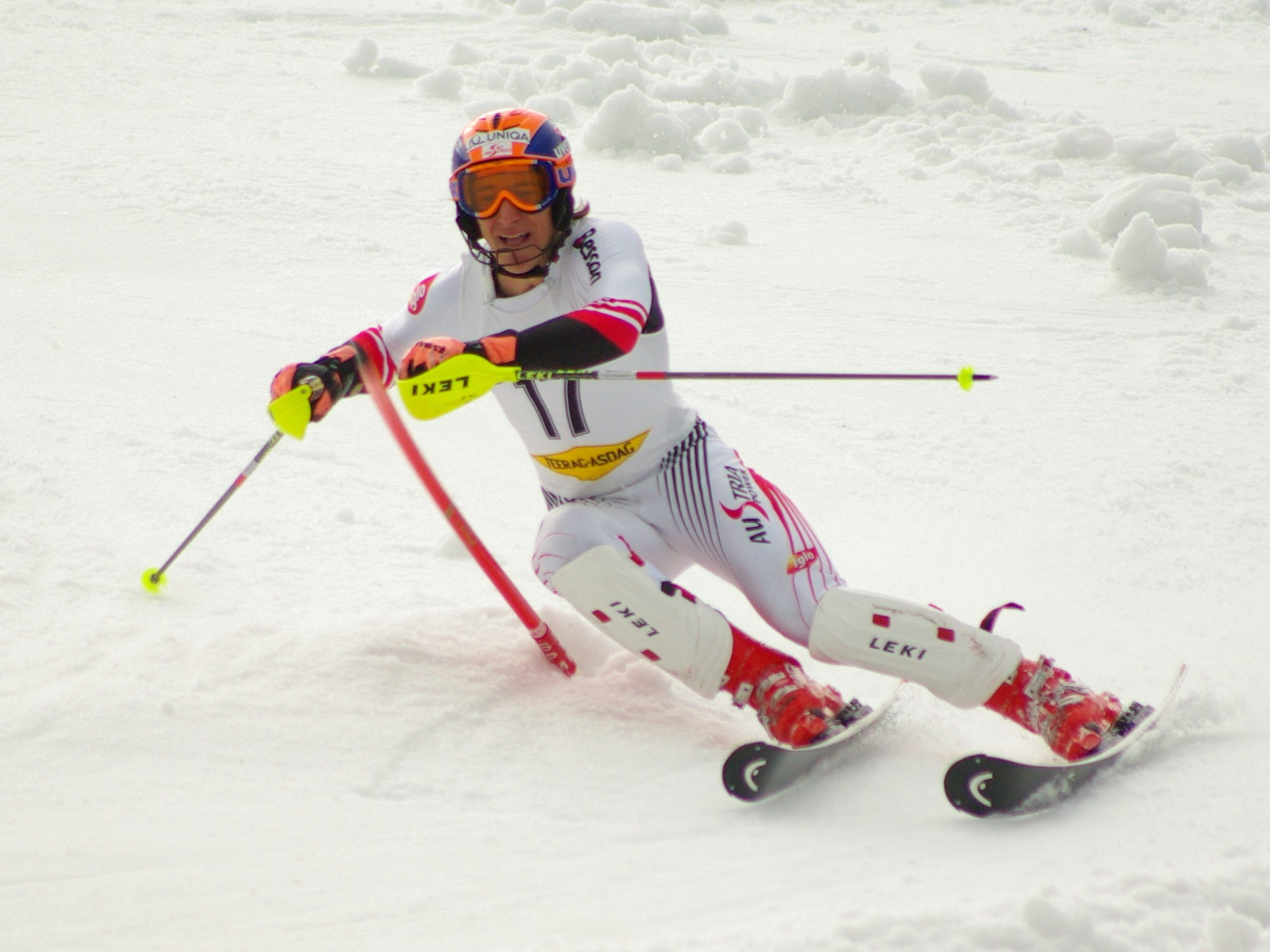
Mayer in gara a Spital am Semmering nel 2008

Nato a Sankt Veit an der Glan e originario di Afritz am See, Matthias Mayer è figlio di Helmut, a sua volta sciatore alpino; ha iniziato a prendere parte a gare FIS nel dicembre del 2005, ha esordito in Coppa Europa il 10 gennaio 2008 Hinterstoder, classificandosi 39º in supergigante, e ha conquistato il primo risultato di prestigio in carriera nello stesso anno vincendo la medaglia d'argento nel supergigante ai Mondiali juniores di Formigal 2008.
Il 13 febbraio 2009 ha ottenuto il primo podio in Coppa Europa, nel supergigante disputato a Sarentino (3º), e pochi giorni dopo ha disputato la sua prima gara in Coppa del Mondo: la supercombinata di Sestriere nella quale si è piazzato 43º. Nel 2011 ha colto i suoi due successi in Coppa Europa, entrambi in supergigante (il 26 gennaio a Méribel e l'11 marzo a Sella Nevea), e l'ultimo podio nel circuito, il 19 marzo a Formigal nella medesima specialità (2º); al termine di quella stagione 2010-2011 è risultato vincitore della classifica di quella specialità nel circuito continentale.

### Stagioni 2013-2017

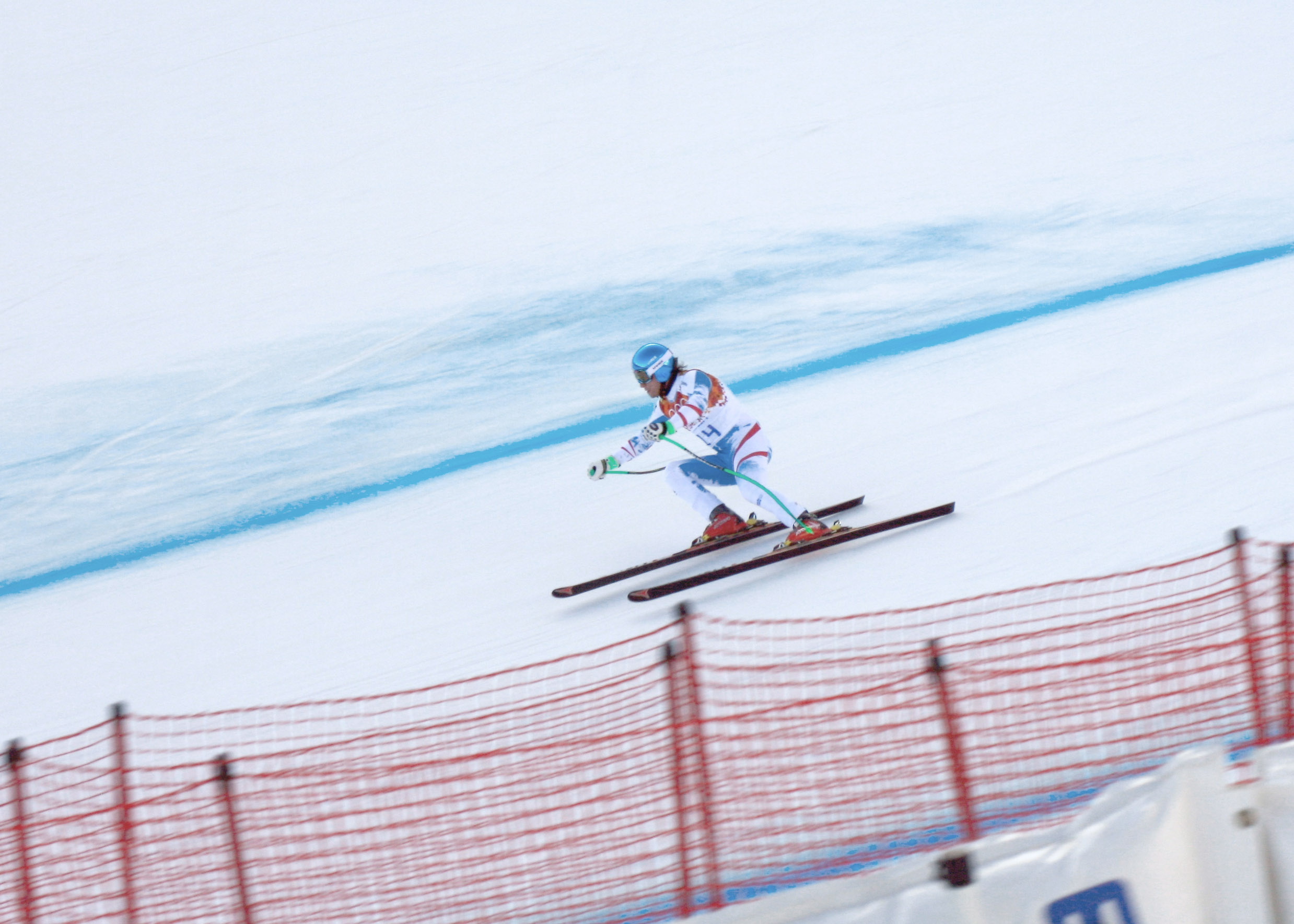
Matthias Mayer durante la gara di supercombinata dei XXII Giochi olimpici invernali di

Il 25 gennaio 2013 ha ottenuto il primo podio di Coppa del Mondo, nel supergigante tenutosi sulla Streifalm di Kitzbühel, arrivando 2º dietro al norvegese Aksel Lund Svindal; nel prosieguo della stagione ha esordito ai Campionati mondiali e nella rassegna iridata di Schladming 2013 è stato 13º nella discesa libera, 5º nel supergigante e 10º nella supercombinata. Il 9 febbraio 2014 si è laureato campione olimpico nella discesa libera ai XXII Giochi olimpici invernali di Soči 2014, alla sua prima gara olimpica in carriera; si è inoltre classificato 9° nello slalom gigante e 20° nella supercombinata, mentre non ha concluso il supergigante. Il 12 marzo successivo, alle finali di Lenzerheide, ha ottenuto il suo primo successo in Coppa del Mondo, in discesa libera.
Ai Mondiali di Vail/Beaver Creek 2015 è stato 12º nella discesa libera, 4º nel supergigante e 11º nella combinata e il 22 febbraio dello stesso anno ha ottenuto il suo primo successo in supergigante in Coppa del Mondo, a Saalbach-Hinterglemm; il 20 gennaio 2017 ha vinto il supergigante di Kitzbühel e ai successivi Mondiali di Sankt Moritz 2017 si è classificato 11º nella discesa libera, 17º nella combinata e non ha completato il supergigante.

### Stagioni 2018-2023
Ai XXIII Giochi olimpici invernali di Pyeongchang 2018 ha conquistato la medaglia d'oro nel supergigante, si è classificato 9º nella discesa libera e non ha completato la combinata, mentre ai Mondiali di Åre 2019 è stato 5º nella discesa libera e non ha completato il supergigante. Nella stagione 2019-2020 ha vinto quattro gare in Coppa del Mondo, tra cui due classiche: la combinata del Trofeo del Lauberhorn di Wengen, il 17 gennaio, e la discesa libera di Kitzbühel, il 25 gennaio. L'anno dopo ai Mondiali di Cortina d'Ampezzo 2021, sua ultima presenza iridata, si è classificato 6º nel supergigante e non ha completato la discesa libera e la combinata. Alla fine di quella stessa stagione 2020-2021 si è piazzato 2º nella classifica della Coppa del Mondo di discesa libera, con 68 punti in meno di Beat Feuz, e 3º in quella di supergigante; i suoi podi stagionali sono stati 7, con una vittoria nella classica discesa libera della Stelvio di Bormio (30 dicembre).
Il 27 novembre 2021 ha conquistato a Lake Louise in discesa libera l'ultima vittoria in Coppa del Mondo e ai successivi XXIV Giochi olimpici invernali di Pechino 2022, sua ultima presenza olimpica, ha vinto la medaglia d'oro nel supergigante e quella di bronzo nella discesa libera. Il 15 dicembre 2022 ha ottenuto in Val Gardena in discesa libera l'ultimo podio in Coppa del Mondo (3º) e il 29 dicembre successivo a Bormio ha annunciato il ritiro con effetto immediato; la sua ultima gara in carriera è rimasta così la discesa libera di Coppa del Mondo disputata in Val Gardena il 17 dicembre 2022, nella quale si è classificato 12º.

## Palmarès

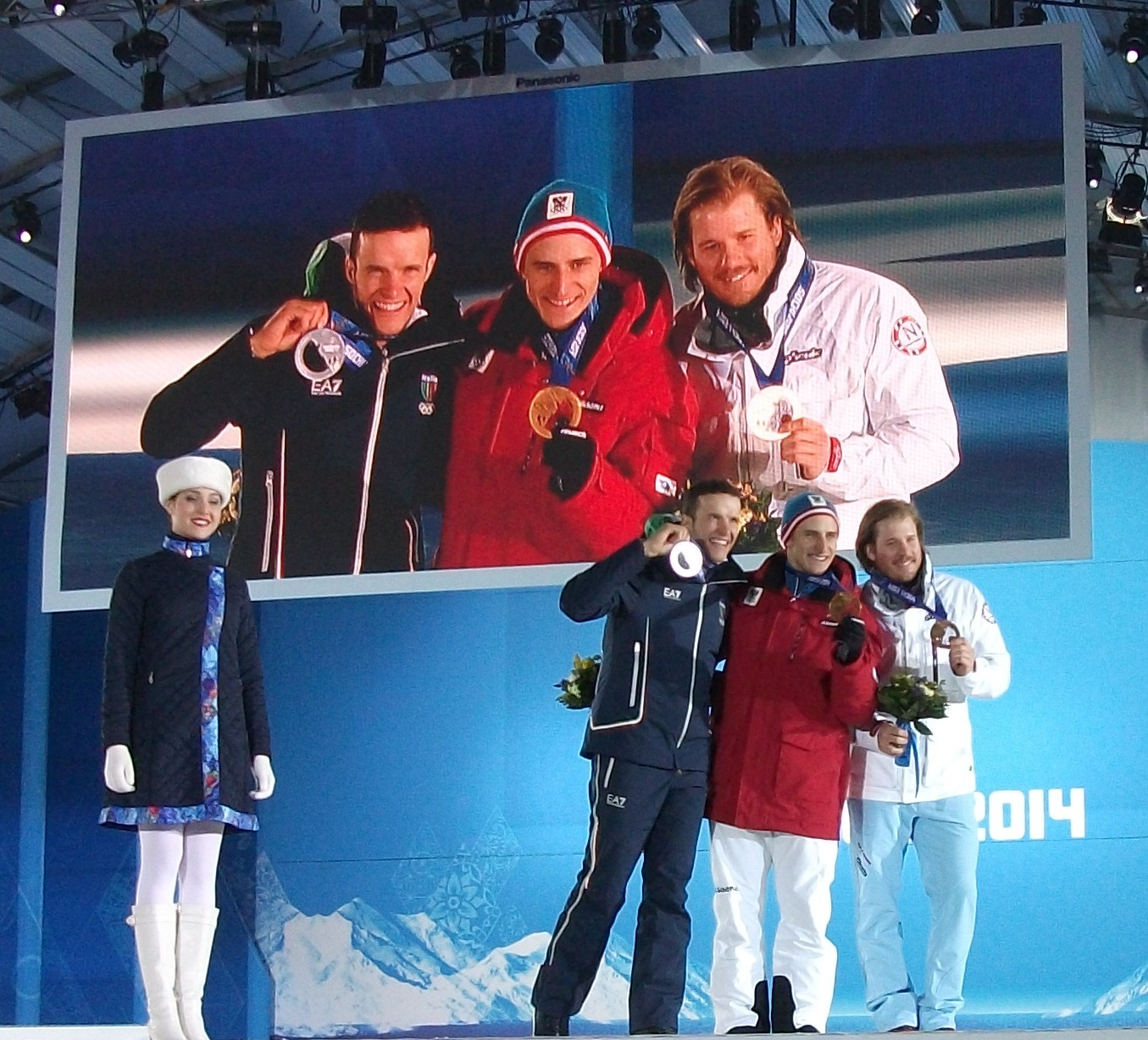
Matthias Mayer (oro, al centro) sul podio della discesa libera dei XXII Giochi olimpici invernali di assieme a Christof Innerhofer (argento, a sinistra) e Kjetil Jansrud (bronzo, a destra)

### Olimpiadi
- 4 medaglie:
  - 3 ori (discesa libera a Soči 2014; supergigante a Pyeongchang 2018; supergigante a Pechino 2022)
  - 1 bronzo (discesa libera a Pechino 2022)

### Mondiali juniores
- 1 medaglia:
  - 1 argento (supergigante a Formigal 2008)

### Coppa del Mondo
- Miglior piazzamento in classifica generale: 4º nel 2020 e nel 2022
- 45 podi:
  - 11 vittorie
  - 15 secondi posti
  - 19 terzi posti

#### Coppa del Mondo - vittorie
| Data             | Località             | Paese    | Specialità |
| ---------------- | -------------------- | -------- | ---------- |
| 12 marzo 2014    | Lenzerheide          | Svizzera | DH         |
| 21 febbraio 2015 | Saalbach-Hinterglemm | Austria  | DH         |
| 22 febbraio 2015 | Saalbach-Hinterglemm | Austria  | SG         |
| 20 gennaio 2017  | Kitzbühel            | Austria  | SG         |
| 14 marzo 2018    | Åre                  | Svezia   | DH         |
| 1º dicembre 2019 | Lake Louise          | Canada   | SG         |
| 17 gennaio 2020  | Wengen               | Svizzera | KB         |
| 25 gennaio 2020  | Kitzbühel            | Austria  | DH         |
| 7 marzo 2020     | Kvitfjell            | Norvegia | DH         |
| 30 dicembre 2020 | Bormio               | Italia   | DH         |
| 27 novembre 2021 | Lake Louise          | Canada   | DH         |

Legenda:

DH = discesa libera

SG = supergigante

KB = combinata

### Coppa Europa
- Miglior piazzamento in classifica generale: 6º nel 2011
- Vincitore della classifica di supergigante nel 2011
- 6 podi:
  - 2 vittorie
  - 1 secondo posto
  - 3 terzi posti

#### Coppa Europa - vittorie
| Data            | Località    | Paese   | Specialità |
| --------------- | ----------- | ------- | ---------- |
| 26 gennaio 2011 | Méribel     | Francia | SG         |
| 11 marzo 2011   | Sella Nevea | Italia  | SG         |

Legenda:

SG = supergigante

### Campionati austriaci
- 3 medaglie[3]:
  - 1 argento (discesa libera nel 2017)
  - 2 bronzi (discesa libera nel 2012; discesa libera nel 2014)

### Campionati austriaci juniores
- 5 medaglie[3]:
  - 1 oro (discesa libera nel 2008)
  - 4 bronzi (slalom gigante nel 2007; supergigante, slalom gigante nel 2008; discesa libera nel 2010)

## Statistiche

### Podi in Coppa del Mondo
| Stagione/Specialità | Discesa libera         | Discesa libera         | Discesa libera         | Supergigante           | Supergigante           | Supergigante           | Combinata              | Combinata              | Combinata              | Podi totali            |
| ------------------- | ---------------------- | ---------------------- | ---------------------- | ---------------------- | ---------------------- | ---------------------- | ---------------------- | ---------------------- | ---------------------- | ---------------------- |
| Stagione/Specialità | 1º                     | 2º                     | 3º                     | 1º                     | 2º                     | 3º                     | 1º                     | 2º                     | 3º                     | Podi totali            |
| 2009                |                        |                        |                        |                        |                        |                        |                        |                        |                        | 0                      |
| 2010                | stagione non disputata | stagione non disputata | stagione non disputata | stagione non disputata | stagione non disputata | stagione non disputata | stagione non disputata | stagione non disputata | stagione non disputata | stagione non disputata |
| 2011                |                        |                        |                        |                        |                        |                        |                        |                        |                        | 0                      |
| 2012                |                        |                        |                        |                        |                        |                        |                        |                        |                        | 0                      |
| 2013                |                        |                        |                        |                        | 1                      |                        |                        |                        |                        | 1                      |
| 2014                | 1                      |                        | 1                      |                        | 1                      | 1                      |                        |                        |                        | 4                      |
| 2015                | 1                      | 1                      | 1                      | 1                      | 2                      |                        |                        |                        |                        | 6                      |
| 2016                |                        |                        |                        |                        | 1                      |                        |                        |                        |                        | 1                      |
| 2017                |                        | 1                      |                        | 1                      |                        |                        |                        |                        |                        | 2                      |
| 2018                | 1                      | 1                      | 1                      |                        |                        | 2                      |                        |                        |                        | 5                      |
| 2019                |                        |                        | 1                      |                        | 1                      |                        |                        |                        |                        | 2                      |
| 2020                | 2                      |                        | 1                      | 1                      | 1                      | 2                      | 1                      |                        |                        | 8                      |
| 2021                | 1                      | 1                      | 3                      |                        | 1                      | 1                      |                        |                        |                        | 7                      |
| 2022                | 1                      | 1                      | 1                      |                        | 2                      | 2                      |                        |                        |                        | 7                      |
| 2023                |                        |                        | 1                      |                        |                        | 1                      |                        |                        |                        | 2                      |
| Totale              | 7                      | 5                      | 10                     | 3                      | 10                     | 9                      | 1                      | 0                      | 0                      | 45                     |
| Totale              | 22                     | 22                     | 22                     | 22                     | 22                     | 22                     | 1                      | 1                      | 1                      | 45                     |